# 徐家坪镇
徐家坪镇，是中华人民共和国陕西省汉中市略阳县下辖的一个乡镇级行政单位。

## 行政区划
徐家坪镇下辖以下地区：
徐家坪社区、徐家坪村、明水坝村、大地边村、猫儿沟村、二房山村、周家坝村、朱儿坝村、街口村、任家台村、刘家庄村、秦家坝村、鱼池子村、邓子院村、大水沟村、药木院村、裴家庄村、青岗坪村和张家庄村。